# كاوري إيشيهارا
كاوري إيشيهارا (石原夏織 إيشيهارا كاوري) هي مطربة ومؤدية أصوات يابانية ولدت في 6 أغسطس 1993 في محافظة تشيبا.

## أدوارها في الأنمي

### مسلسلات أنمي تلفزيونية
- ماغي: The Labyrinth of Magic - علاء الدين
- ماغي: The Kingdom of Magic - علاء الدين
- أريا الرصاصة القرمزية - ريكي
- ميد ساما! - سوزونا أيوزاوا
- سأنتظر في الصيف - كانّا تانيغاوا
- كامبيوني! - ميتيس
- لاغرانج زهرة الريني - مادوكا كيونو
- هاي سكول DxD - موراياما
- هاي سكول DxD نيو - موراياما
- هاي سكول DxD بورن - موراياما
- توتال إكليبس - تسوي يفي
- من الغد الهادئ - سايو هيسانوما
- عشيقة (مؤقتة) - يوزوكو هازوكي
- غاتشامان كراودز إنسايت - تسوباسا ميسوداتشي
- سيراف النهاية: معركة ناغويا - ريكا إينوي
- كروس آنج: رقصة الملاك و التنين - روزالي
- سينران كاغورا شينوفي ماستر: يوما طوكيو - يوزاكورا
- خادمة الآنسة كوباياشي تنين - شوتا ماغاتسوتشي
- حلقت فجلبت فتاة مدرسة ثانوية إلى المنزل. - ميشيما يوزوها

### أفلام أنمي
- بلانزيت - كويومي أكيجيما
- سلسلة أفلام كود غياس: أكيتو المنفي
  - كود غياس: أكيتو المنفي: الفصل الثاني «انقسام التنين» - أليس شاينغ
- سلسلة أفلام ديجيمون أدفنتشر تراي
  - ديجيمون أدفنتشر تراي الفصل الرابع: الفقدان - باكومون
- بوبين Q - لوتشيا

## أدوارها في ألعاب الفيديو
- عشيقة (مؤقتة) - يوزوكو هازوكي
- ماغي: متاهة البداية - علاء الدين
- ماغي: العالم الجديد - علاء الدين

## وصلات خارجية
- كاوري إيشيهارا على موقع IMDb (الإنجليزية)
- كاوري إيشيهارا على موقع ميوزك برينز (الإنجليزية)
- كاوري إيشيهارا على موقع ديسكوغز (الإنجليزية)
- كاوري إيشيهارا على موقع قاعدة بيانات الفيلم (الإنجليزية)
- كاوري إيشيهارا على موقع كينوبويسك (الروسية)
- كاوري إيشيهارا على موقع ANN person (الإنجليزية)